# Мильман, Виталий Давидович
Виталий Давидович Мильман (род. 23 августа 1939, Одесса) — советский и израильский математик, известный своими работами в области функционального анализа. Доктор физико-математических наук. Профессор Тель-Авивского университета, лауреат Государственной премии Израиля (2024). 

## Биография
Сын математика Давида Пинхусовича Мильмана и Немы Эммануиловны Мильман (урождённой Цудиковой, 1919—2010). Окончил механико-математический факультет Харьковского государственного университета в 1961 году. Защитил кандидатскую диссертацию в 1965 году в Харьковском университете под руководством Бориса Левина, затем работал в филиале Института химической физики. Защитил докторскую диссертацию, которая, однако не была утверждена. 
С 1973 года — в Израиле.
В 1982 году участвовал в Ливанской войне водителем грузовиков в танковой части.
Создал группу учёных, предложивших решение по защите бронетехники от кумулятивных снарядов.
Разработал асимптотическую теорию нормированных пространств. Найденное В. Д. Мильманом в 1971 году новое доказательство теоремы Дворецкого положило начало развитию асимптотического геометрического анализа (локальной теории банаховых пространств). В этой же работе предложил концепцию концентрации меры (концентрация Леви-Мильмана). В 1986 году описал Обратное неравенство Брунна — Минковского. Среди других работ — спектр-дисторции (эффект Рамсея — Дворецкого — Мильмана).
Совместно с Михаилом Громовым основал журнал Geometric and Functional Analysis и стал его главным редактором.

## Признание
Лауреат Премии ЭМЕТ в области искусства, науки и культуры.
В 1996 году сделал пленарный доклад на Европейском математическом конгрессе, в 1986 и 1998 годах делал секционные доклады на Международном конгрессе математиков.
Был президентом Израильского математического общества (2001—2002, 2015—2016).

## Семья
Братья — математики Пьер Мильман (род. 1945) и Владимир Мильман (род. 1948).
Дочери от первого брака с Ниной Степановной Наземец (1938—2022) — Ольга и Татьяна. Сын от второго брака, Эммануэль Мильман, также стал математиком, профессор математического отделения Техниона, лауреат Премии Эрдёша.

## Ученики
Среди учеников В. Д. Мильмана — лауреат Премии Европейского математического общества Леонид Полтерович, лауреаты премии ЕМО и премии Эрдёша Семён Алескер и Боаз Клартаг (последний также лауреат премии Салема), лауреаты премии Эрдёша Шири Артштейн и Ронен Элдан.

## Монографии
- Vitali D. Milman, Gideon Schechtman. Asymptotic Theory of Finite Dimensional Normed Spaces: Isoperimetric Inequalities in Riemannian Manifolds. Springer, 2002.
- Yuli Eidelman, Vitali Milman, Antonis Tsolomitis. Functional Analysis: An Introduction. American Mathematical Society, 2004.